# Larinia blandula
Larinia blandula är en spindelart som först beskrevs av Manfred Grasshoff 1971.  Larinia blandula ingår i släktet Larinia och familjen hjulspindlar. Inga underarter finns listade i Catalogue of Life.